# Çilov adası
Çilov adası (též Chilov, Zhiloy nebo Jiloi) je ostrov v Kaspickém moři, patřící k Ázerbájdžánu. Nachází se přibližně 55 kilometrů od Baku, hlavního města Ázerbájdžánu a přibližně 25 kilometrů od pobřeží Apšeronského poloostrova. Na ostrově se nachází obec Çilov. Na ostrově se těží ropa. Administrativně patří k rajónu Pirallahı.
Původ názvu je neznámý, historicky se ostrov nazýval Çilov-Şahilan. Persky se ostrov nazýval Ronis.

## Historie
V roce 1781 tu během své expedice objevil zásoby ropy a zemního plynu ruský admirál srbského původu jménem Marko Vojnovič (1750–1807).
Od 50. let 20. století zde pobývali jednotky Sovětské armády (jednotky protivzdušné obrany). V témže období započala těžba ropy. Sovětské jednotky 1993 ostrov opustily.

## Geografie
Jak již bylo zmíněno, ostrov Çilov adası se nachází na Kaspickém moři. Je 11,5 km² velký, má nepravidelný tvar a je cca 4, 5 km dlouhý. Ostrov je pokrytý polopouští. Nadmořská výška nepřesahuje 8 metrů. Na ostrově se nachází poloostrov Urunos (Ázerbájdžánsky: Ördək adası) a mys Cənub Dili.

## Obyvatelstvo
Na ostrově se nachází vesnice Çilov, v níž (podle údajů z roku 2008) žije 791 obyvatel, ale v minulosti byl počet obyvatel mnohem vyšší. Většina obyvatel pracuje v místních průmyslových podnicích nebo se živí zemědělstvím. Ve vesnici se nachází též škola nebo stanice na odsolování vody.

## Přírodní podmínky
Çilov adası se nachází na Kaspickém moři a leží v subtropickém podnebném pásu. Průměrná teplota vody během roku je 13 °C a průměrné roční srážky činí 150–200 mm. Přímo na ostrově se nachází polopoušť, ale i přes to se zde pěstují ovocné stromy (například třešně, jabloně nebo lísky).

## Turistický ruch
Na ostrov Çilov adası jezdí loď z Baku, mezi pamětihodnosti patří například maják z roku 1800.

## Těžba
Na ostrově jsou bohatá naleziště ropy a zemního plynu. Zásoby byly sice objeveny už v roce 1781, ale těžit ve větším se začalo až okolo roku 1952. Na ostrově bylo v provozu 115 vrtů,[kdy?] v roce 2010 to bylo ale pouze jen 31 vrtů. Ropa je přepravována potrubím do přístavu Dübəndi a denně se vytěží cca 80 tun ropy.